# جنگل زدایی در کامبوج

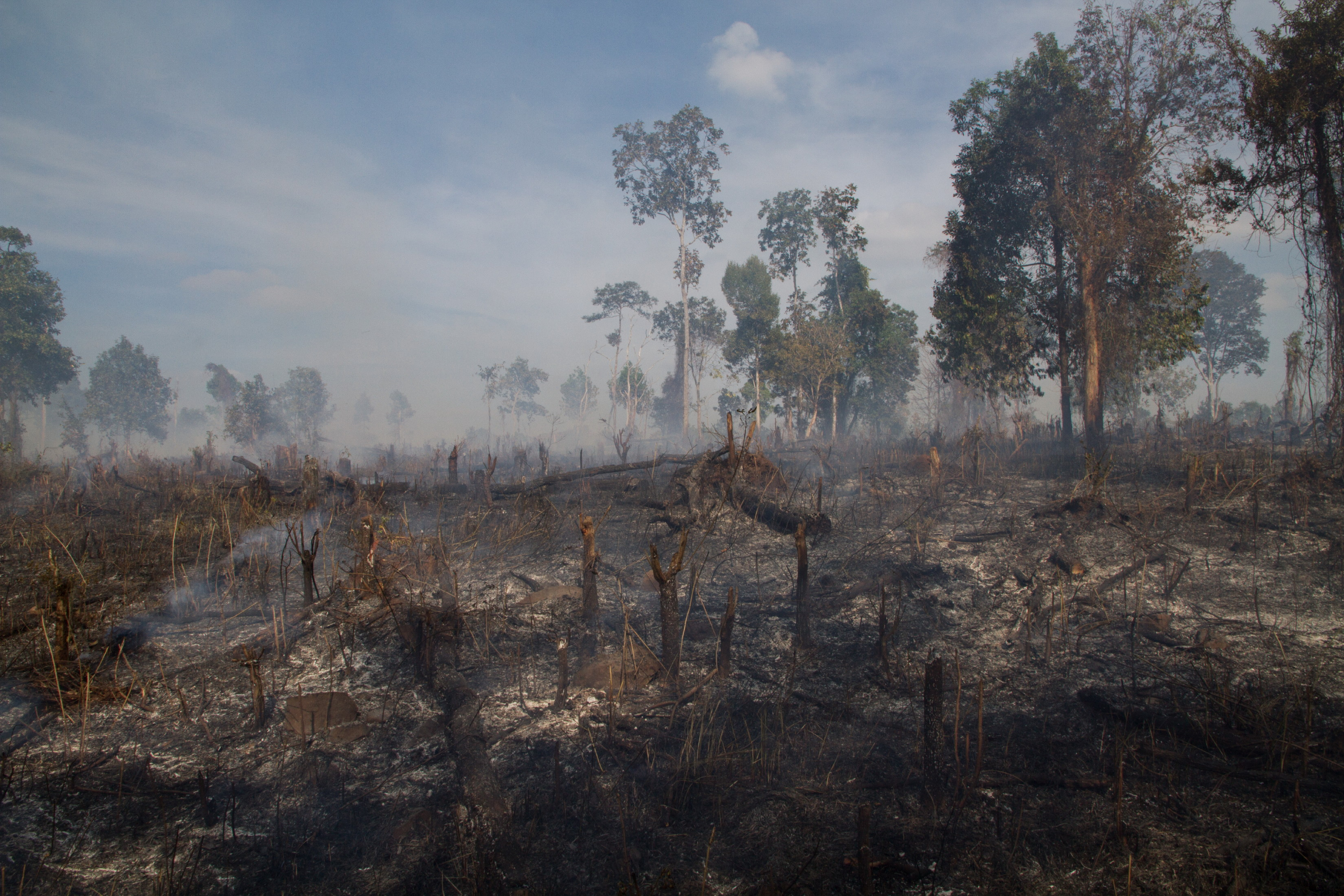
قطع درختان غیرقانونی در نزدیکیاستان موندولکیری، کامبوج

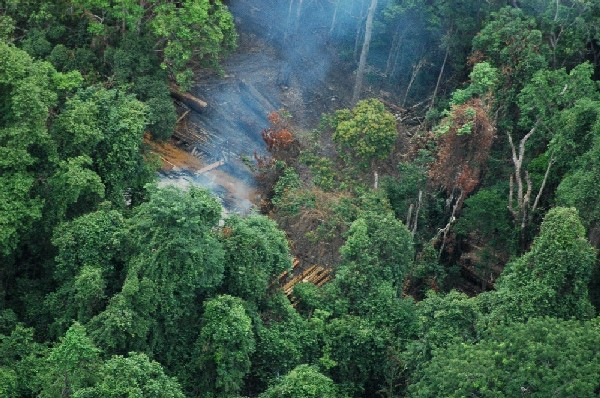
کمپ قطع درختان غیرقانونی در کوه‌های کارداموم در استان کوه کونگ، کامبوج

جنگل زدایی در کامبوج در سال‌های اخیر افزایش یافته است. کامبوج یکی از کشورهای دارای بیشترین منابع جنگلی در جهان است که به‌طور تاریخی در معرض قطع درختان به صورت وسیع قرار نداشته است. با این حال، قطع درختان به منظور توسعه اقتصادی تهدیدی جدی برای جنگل‌ها و اکوسیستم‌های این کشور به‌شمار می‌رود. تا سال ۲۰۱۵، این کشور یکی از بالاترین نرخ‌های درخت‌زدایی در جهان را داشت.
قطع درختان به‌طور مستقیم ناشی از مدیریت ضعیف جنگل‌داری تجاری، جمع‌آوری چوب سوخت، نفوذ کشاورزی و توسعه زیرساخت‌ها است. فشارهای غیرمستقیم شامل رشد سریع جمعیت، نابرابری‌ها در مالکیت زمین، کمبود فناوری کشاورزی و فرصت‌های شغلی محدود است.
دولت کامبوج نقش عمده‌ای در شکل‌دهی به استفاده از جنگل‌های کشور ایفا کرده است. مساحت غیرمعمولی از کامبوج به عنوان مناطق حفاظت‌شده و کریدورهای زیست‌محیطی تعیین شده است که بیش از ۳۸٪ (بیش از ۷ میلیون هکتار) از کل مساحت کشور را شامل می‌شود. اما بسیاری از این حفاظت‌ها پس از آن به دلیل واگذاری زمین به شرکت‌های ملی و خارجی برای کشت‌های کشاورزی و پروژه‌های معدنی، حتی در پارک‌های ملی، لغو شده‌اند.
دولت کامبوج به‌طور گسترده‌ای در داخل کشور و بین‌المللی به دلیل این سیاست‌های متناقض و کمبود اجرای قوانین زیست‌محیطی مورد انتقاد قرار گرفته است. این دولت تحت فشار قرار گرفته است تا به‌طور کلی جنگلداری پایدارتری را عملی کند. سرنوشت جنگل‌های کامبوج به شدت بر جوامع محلی که برای تأمین معیشت خود به جنگل‌ها وابسته هستند، تأثیر خواهد گذاشت. حدود ۸۰٪ از جمعیت آن در مناطق روستایی زندگی می‌کنند.
پوشش جنگلی اولیه کامبوج به شدت کاهش یافته است، از بیش از ۷۰٪ در سال ۱۹۷۰، پایان جنگ ویتنام، تا تنها ۳٫۱٪ در سال ۲۰۰۷، زمانی که کمتر از ۳٬۲۲۰ کیلومتر مربع از جنگل‌های اولیه باقی‌مانده بود. قطع درختان با سرعت هشداردهنده‌ای در حال پیشرفت است: تقریباً ۷۵٪ از کاهش جنگل‌ها از پایان دهه ۱۹۹۰ اتفاق افتاده است. در مجموع، کامبوج بین سال‌های ۱۹۹۰ و ۲۰۰۵، ۲۵٬۰۰۰ کیلومتر مربع جنگل از دست داد، که ۳٬۳۴۰ کیلومتر مربع آن جنگل اولیه بود. تا سال ۲۰۱۶، ۸۷٬۴۲۴ کیلومتر مربع جنگل باقی‌مانده بود که شامل ۲۸٬۶۱۲ کیلومتر مربع جنگل همیشه سبز می‌شد، که نتیجه آن تهدید شدید پایداری ذخایر جنگلی کامبوج است.

## میزان درخت‌زدایی

داده‌های مؤسسه منابع جهانی نشان می‌دهد که کامبوج در سال ۲۰۲۱ یکی از ده کشور برتر از نظر کاهش جنگل‌های اولیه جنگلی است.

در کامبوج، پوشش جنگلی حدود ۴۶٪ از مساحت کل زمین است که معادل ۸٬۰۶۸٬۳۷۰ هکتار جنگل در سال ۲۰۲۰ می‌باشد، که از ۱۱٬۰۰۴٬۷۹۰ هکتار در سال ۱۹۹۰ کاهش یافته است. در سال ۲۰۲۰، جنگل‌هایی که به‌طور طبیعی بازسازی شده بودند ۷٬۴۶۴٬۴۰۰ هکتار پوشش داشتند و جنگل‌های کاشته شده ۶۰۳٬۹۷۰ هکتار را شامل می‌شدند. از جنگل‌های بازسازی شده به‌طور طبیعی، ۴٪ گزارش شده است که جنگل‌های جنگل اولیه هستند (که از گونه‌های بومی درختی تشکیل شده‌اند و هیچ‌گونه نشانه‌های واضحی از فعالیت‌های انسانی ندارند). برای سال ۲۰۱۵، ۱۰۰٪ از مساحت جنگلی گزارش شده تحت مالکیت دولتی بوده است.
توسعه باز کامبوج، یک سازمان غیردولتی در پناه‌پن، کامبوج، از داده‌های ماهواره‌ای ایالات متحده استفاده کرد تا کاهش قابل توجه پوشش جنگلی را از ۷۲٫۱٪ در سال ۱۹۷۳ تا ۴۶٫۳٪ در سال ۲۰۱۴ نشان دهد. بیشتر این کاهش پس از سال ۲۰۰۰ رخ داده است. از سال ۲۰۰۱، دولت سلطنتی کامبوج (RGC) تمام فعالیت‌های واگذاری جنگل را به حالت تعلیق درآورده و برنامه مدیریت جنگل پایدار مطابق با استانداردهای بین‌المللی تهیه کرده است.
در تلاشی برای حفظ پوشش جنگلی، مقدار محدودی از جنگل‌ها به‌طور سالانه از طریق یک فرایند مزایده‌ای برای تأمین نیاز داخلی چوب قطع می‌شود. حد برداشت ۰٫۸ مترمکعب در هکتار با یک دوره قطع ۱۳ ساله طبق برنامه جنگل ملی ۲۰۱۰–۲۰۲۹ تعیین شده است.
دولت سلطنتی کامبوج هدف برنامه توسعه هزاره کامبوج را برای حفظ پوشش جنگلی ملی به میزان ۶۰٪ از مساحت کل زمین تا سال ۲۰۱۵ تعیین کرده است. این امر نیاز به تبدیل ۵۳۲٬۶۱۵ هکتار از زمین‌های غیر جنگلی به زمین‌های جنگلی دارد. با این حال، تا سال ۲۰۱۶، پوشش جنگلی هنوز ۴۸٫۱۴٪ بود که معادل ۸۷٬۴۲۴ کیلومتر مربع است.
توزیع جنگل‌ها در سطح کشور متفاوت است. تا سال ۲۰۱۶، مناطق تپه‌ای شمال غربی و جنوبی‌ترین منطقه بیشترین نرخ پوشش جنگلی را دارند. از میان ۲۵ استان، ۷ استان دارای پوشش جنگلی بیش از ۶۰٪ هستند. اگر دولت کامبوج به سمت مدیریت جنگل پایدارتر حرکت نکند، احتمالاً ارزش جنگل‌های کامبوج کاهش خواهد یافت.
| استان               | نوع جنگل      | نوع جنگل          | نوع جنگل    | نوع جنگل     | نوع جنگل        | مساحت کل زمین‌های غیر جنگلی (هکتار) | مساحت کل (هکتار) |
| ------------------- | ------------- | ----------------- | ----------- | ------------ | --------------- | ---------------------------------- | ---------------- |
| استان               | جنگل همیشه‌سبز | جنگل نیمه‌همیشه‌سبز | جنگل برگ‌ریز | جنگل‌های دیگر | کل جنگل (هکتار) | مساحت کل زمین‌های غیر جنگلی (هکتار) | مساحت کل (هکتار) |
| بانتی‌ای می‌انچی      | ۱٬۴۶۰         | ۲٬۸۶۰             | ۹٬۴۳۷       | ۸٬۰۵۱        | ۲۱٬۸۰۸          | ۵۹۳٬۰۱۱                            | ۶۱۴٬۸۱۹          |
| باتامبانگ           | ۵۹٬۴۸۳        | ۱۶٬۳۸۲            | ۲۰٬۰۷۵      | ۱۷۱٬۵۷۳      | ۲۶۷٬۵۱۳         | ۹۱۹٬۶۹۷                            | ۱٬۱۸۷٬۲۱۰        |
| کامپونگ چام         | ۶۵۸           | ۵۹                | ۶۴۱         | ۵۰٬۹۲۳       | ۵۲٬۲۸۱          | ۴۰۲٬۸۹۳                            | ۴۵۵٬۱۷۴          |
| کامپونگ چنگ         | ۱۷٬۳۱۹        | ۵٬۴۱۴             | ۷۱٬۹۱۳      | ۴۷٬۰۱۸       | ۱۴۱٬۶۶۴         | ۳۸۷٬۷۹۷                            | ۵۲۹٬۴۶۱          |
| کامپونگ سپو         | ۶۴٬۵۸۷        | ۲۱٬۶۷۷            | ۱۳۰٬۰۶۵     | ۱۹٬۱۷۸       | ۲۳۵٬۵۰۷         | ۴۶۰٬۹۶۴                            | ۶۹۶٬۴۷۱          |
| کامپونگ تام         | ۱۹۴٬۲۵۱       | ۱۴٬۸۵۰            | ۴۵٬۹۴۸      | ۲۲۴٬۶۴۰      | ۴۷۹٬۶۸۹         | ۷۶۵٬۰۷۴                            | ۱٬۲۴۴٬۷۶۳        |
| کامپوت              | ۱۲۵٬۷۶۴       | ۳٬۹۲۴             | ۲۷٬۷۵۸      | ۴٬۹۷۰        | ۱۶۲٬۴۱۶         | ۳۰۹٬۳۹۹                            | ۴۷۱٬۸۱۵          |
| کندال               | ۰             | ۰                 | ۹۹          | ۱۴٬۶۴۴       | ۱۴٬۷۴۳          | ۳۴۱٬۶۳۰                            | ۳۵۶٬۳۷۳          |
| کپ                  | ۱٬۸۰۶         | ۹                 | ۰           | ۱٬۲۰۱        | ۳٬۰۱۶           | ۱۲٬۱۵۷                             | ۱۵٬۱۷۳           |
| کوه کنگ             | ۸۳۹٬۹۳۸       | ۱۱٬۶۳۲            | ۲۴٬۴۰۴      | ۹۵٬۲۴۷       | ۹۷۱٬۲۲۱         | ۲۴۰٬۳۷۴                            | ۱٬۲۱۱٬۵۹۵        |
| کراتی               | ۱۰۰٬۲۳۹       | ۹۵٬۳۶۴            | ۴۰۳٬۰۵۵     | ۱۳۶٬۴۱۰      | ۷۳۵٬۰۶۸         | ۴۶۲٬۲۳۷                            | ۱٬۱۹۷٬۳۰۵        |
| مندول‌کیری           | ۱۳۱٬۴۳۹       | ۲۱۲٬۳۴۱           | ۸۰۳٬۶۶۵     | ۶۷٬۹۷۵       | ۱٬۲۱۵٬۴۲۰       | ۱۵۱٬۴۷۲                            | ۱٬۳۶۶٬۸۹۲        |
| اودار می‌انچی        | ۵۰٬۰۵۱        | ۱۸٬۶۳۹            | ۱۰۴٬۹۱۲     | ۱۶٬۳۶۱       | ۱۸۹٬۹۶۳         | ۴۷۳٬۲۰۲                            | ۶۶۳٬۱۶۵          |
| پایلین              | ۲۹٬۸۷۷        | ۱٬۴۵۴             | ۵۰۳         | ۵۱۰          | ۳۲٬۳۴۴          | ۷۵٬۳۶۷                             | ۱۰۷٬۷۱۱          |
| پنوم‌پن              | ۰             | ۰                 | ۰           | ۰            | ۰               | ۳۷٬۳۷۴                             | ۳۷٬۳۷۴           |
| پراه سیهانوک        | ۴۸٬۹۰۱        | ۲٬۵۷۹             | ۲           | ۲۹٬۴۳۲       | ۸۰٬۹۱۴          | ۶۸٬۲۹۱                             | ۱۴۹٬۲۰۵          |
| پراه ویهیر          | ۲۱۱٬۷۳۷       | ۱۴۱٬۸۳۶           | ۶۹۸٬۸۸۰     | ۴۲٬۰۱۹       | ۱٬۰۹۴٬۴۷۲       | ۳۰۸٬۶۱۵                            | ۱٬۴۰۳٬۰۸۷        |
| پرای ونگ            | ۱۹            | ۰                 | ۹۲          | ۱٬۶۱۳        | ۱٬۷۲۴           | ۴۷۴٬۴۳۶                            | ۴۷۶٬۱۶۰          |
| پورسات              | ۴۴۰٬۵۲۸       | ۷۳٬۱۵۷            | ۱۳۸٬۳۰۹     | ۷۵٬۶۲۵       | ۷۲۷٬۶۱۹         | ۴۳۰٬۹۷۲                            | ۱٬۱۵۸٬۵۹۱        |
| راتناک‌کیری          | ۲۳۴٬۷۷۶       | ۱۷۳٬۸۲۴           | ۳۳۴٬۵۵۵     | ۱۵۰٬۷۶۳      | ۸۹۳٬۹۱۸         | ۲۸۴٬۵۴۲                            | ۱٬۱۷۸٬۴۶۰        |
| سیام‌ریپ             | ۴۴٬۶۶۲        | ۲۳٬۰۱۸            | ۱۱۷٬۶۷۹     | ۱۳۴٬۳۵۸      | ۳۱۹٬۷۱۷         | ۷۳۴٬۷۳۲                            | ۱٬۰۵۴٬۴۴۹        |
| سونگ‌ترنگ            | ۲۶۱٬۲۴۰       | ۲۵۲٬۷۷۹           | ۳۹۵٬۱۱۷     | ۶۲٬۱۸۱       | ۹۷۱٬۳۱۷         | ۲۳۰٬۳۴۴                            | ۱٬۲۰۱٬۶۶۱        |
| سوی‌رینگ             | ۲۸            | ۰                 | ۰           | ۵٬۱۸۹        | ۵٬۲۱۷           | ۲۸۱٬۶۰۸                            | ۲۸۶٬۸۲۵          |
| تاکئو               | ۱٬۹۱۶         | ۰                 | ۹٬۱۱۵       | ۲٬۵۸۴        | ۱۳٬۶۱۵          | ۳۳۵٬۴۲۸                            | ۳۴۹٬۰۴۳          |
| تبارنک‌خوم           | ۵۵۴           | ۱۴۹               | ۱۲۵         | ۱۰۸٬۸۴۴      | ۱۰۹٬۶۷۲         | ۳۸۳٬۴۵۰                            | ۴۹۳٬۱۲۲          |
| تونله‌ساپ (نه استان) | ۰             | ۰                 | ۰           | ۱٬۵۶۳        | ۱٬۵۶۳           | ۲۵۳٬۲۰۷                            | ۲۵۴٬۷۷۰          |
| مساحت کل (هکتار)    | ۲٬۸۶۱٬۲۳۳     | ۱٬۰۷۱٬۹۴۷         | ۳٬۳۳۶٬۳۴۹   | ۱٬۴۷۲٬۸۷۲    | ۸٬۷۴۲٬۴۰۱       | ۹٬۴۱۸٬۲۷۳                          | ۱۸٬۱۶۰٬۶۷۴       |
| درصد (%)            | ۱۵٫۷۶         | ۵٫۹۰              | ۱۸٫۳۷       | ۸٫۱۱         | ۴۸٫۱۴           | ۵۱٫۸۶                              | ۱۰۰٫۰۰           |